# 俄罗斯联邦条约
俄罗斯联邦条约（俄语：Федеративный договор）是1992年3月31日俄罗斯政府与20个俄罗斯自治共和国中的18个在首都莫斯科签订的条约，该条约的目的是阻止新成立的俄罗斯联邦像苏联一样产生民族分离主义运动。作为换取更多自治权力的交换，各自治共和国同意留在俄罗斯联邦内。不过当时，车臣共和国和鞑靼斯坦共和国拒绝签署此条约。1992年，鞑靼斯坦举行并通过了主权公投，但该公投未或俄罗斯政府认可。